# Островки (Вологодская область)
Островки — деревня в Кирилловском районе Вологодской области.
Входит в состав Николоторжского сельского поселения, с точки зрения административно-территориального деления — в Волокославинский сельсовет.
Расстояние до районного центра Кириллова по автодороге — 36,2 км, до центра муниципального образования Никольского Торжка по прямой — 8 км. Ближайшие населённые пункты — Клемушино, Сазоново, Минчаково, Шлюз № 5.
По данным переписи в 2002 году постоянного населения не было.